# رینالدو دی سوزا
رینالدو دی سوزا (به پرتغالی: Reinaldo de Souza) مهاجم اهل برزیل است که در شهر ریودو ژانیرو و در تاریخ ۸ ژوئن ۱۹۸۰ به دنیا آمده‌است.
رینالدو دی سوزا در تیم‌های فوتبال پالمیراس سابقهٔ حضور دارد.